# Anne Richard
Anne Richard es una actriz y guionista suiza nacida en Lausana el 12 de octubre de 1968 (56 años).

## Familia
Es la hermana del animador de radio suiza y presentador TV Jean-Marc Richard.

## Carrera
El gran público la conoce a través de su rol de juez desde 1999, en la serie faro de Francia 2, Boulevard del Palacio, Anne ha trabajado también en el teatro jugando sobre todo de Marguerite Duras, Agatha (2004) y retomando el rol de Jane Fonda en Se They Shoot Horses, Don't They? puestos en escena por Robert Hossein.
En 2009, salió un doble álbum para niños de ediciones Éponymes, Anne Richard cuente sus más guapas historias de animales, donde narra las aventuras de Pedro y el lobo, de El patito feo y en Los tres cerditos.

## Filmografía

### Cine
- 1988 : Todavía de Paul Vecchiali
- 1990 : Después después-mañana de Gérard Frot-Coutaz
- 1991 : Mocky Story de Jean-Pierre Mocky
- 1994 : Último Estadio de Christian Zerbib
- 1995 : Las hijas del Lido de Jean Sagols
- 1997 : Juez y marchada de Jacques Malaterre
- 1997 : Cólera de una madre de Jacques Malaterre
- 1998 : De oro y de olvidos de Yvan Butler
- 2012 : La Nariz en el arroyo de Christophe Chevalier

### Corto métrage
- 2011 : Tiradas en Serie de Kevin Haefelin

### Televisión
- 1989 : La Comtesse de Charny de Marion Sarraut - Una paysanne enamorada de un aristocrate ; Catherine Billot
- 1989 : Un privado al sol de Philippe Niang
- 1990 : La Virgen negra de Igaal Niddam
- 1994 : seria TV Florence Larrieu, el juez es una mujer : el Secreto de Marion (Marion)
- 1994 : seria TV El instit, episodio 2-03, Samson el inocente, de Christian Karcher : Anna
- 1995 : Las hijas del Lido de Jean Sagols
- 1997 : Malos asuntos de Jean-Louis Bertuccelli
- 1999 - en curso : Boulevard del Palacio seria TV inspirada del universo negro de Thierry Jonquet - la juzga Nadia Lintz
- 1999 : Una sirena en la noche de Luc Boland
- 2000 : seria TV B.R.I.G.TIENE.D. (estación 1, episodio 3) : Dos hijas en cavale. Corinne Courtel, una prisionera évadée
- 2002 : Newsman de Yvan Butler
- 2002 : El amor prohibido de Jacques Malaterre
- 2004 : La pena de una madre de Gilles Béhat
- 2009 : Un viol de Marion Sarraut
- 2010 : Chateaubriand de Piedra Aknine
- 2010 : Los Châtaigniers del desierto
- 2012 : Camping Paraíso (estación 3, episodio 6) de Éric Duret : Valérie
- 2013 : Comisario Magallanes de Étienne Dhaene
- 2014 : Trampa blanca de Abel Ferry
- 2014 : Homicidios a la isla de Yeu de François Guérin : Isabelle Bonnefoy

## Teatro
- 2004 : Se acaba bien los caballos, puesta en escena Robert Hossein
- 2004 : Agatha de Marguerite Duraste, puesta en escena Jacques Malaterre a los lados de su hermano Jean-Marc Richard
- 2007 : Pierre y el lobo con su hermano Jean-Marc Richard
- 2008 : Jeanne de Arco a la hoguera de Arthur Honegger, Auditorium Stravinsky de Montreux - Jeanne de Arco
- 2009 : Réveillon de estado de Isabelle de Toledo, puesta en escena Annick Blancheteau y Jean Mourière, teatro Michel
- 2012 : Las Estaciones, espectáculo musical con el Conjunto de Cobre Jurassien y el Conjunto Vocal Evoca bajo la varilla de Blaise Heredero
- 2013 : Blanco & Black, espectáculo musical con el Conjunto de Cobre Jurassien y el Conjunto Vocal Evoca bajo la varilla de Blaise Heredero
- 2016 : Coiffure y confidencias de Robert Harling, puesta en escena Dominique Guillo, Teatro Michel

## Libro audio
- 2010 : Anne Richard cuente sus más guapas historias de animales, cuentos para niños, Éponymes (Distribución), Emilhenco y Fabien Lecœuvre (Ediciones).

## Honores

### Recompensas y distinciones
- 1993	: Premio de la mejor interpretación femenina del festival de Florencia para la película Última Estadio, realizado por Christian Zerbib.

## Vida privada
Tiene una relación con Fabien Lecœuvre, de prensa de Michel Polnareff y biógrafo.

## Diverso
El 25 de marzo de 2011 de marzo de 2011, a la Ciudad de la vela Éric Tabarly (Lorient, Francia), Anne bautiza el multicoque Raza for Water, que es el premier spécimen de la flota de las trimarans MOD70 y barco embajador de la expedición Raza for water